# Kanárský zápas
Kanárský zápas (španělsky Lucha Canaria) je forma lidového zápasení, pocházející z Kanárských ostrovů.

## Popis
Zápasníci začínají uprostřed kruhu z písku, zvaném „terrero“. Cílem boje je narušit protivníkovu stabilitu a donutit ho se dotknout země jakoukoli částí těla kromě chodidel. Aby toho dosáhli, používají různé techniky, zvané „mañas“. K výhře zápasník potřebuje dva pády oponenta. Zápas končí, když jsou všichni z jednoho týmu poraženi.

## Historie
Kanárské zápasy pochází z dob Guančů, nejstarších známých domorodců z Kanárských ostrovů, kteří je pravděpodobně přinesli ze severní Afriky. Protože je kontakt mezi ostrovy omezený, na každém z nich se v zápasení rozvinula jiná pravidla.
V roce 1420, krátce po dobytí Španěly, Alvar García de Santa María jako první zaznamenal techniky zápasení zahrnující funkce rozhodčích, neboli „hombres de honor“. Jenom některé z těchto pravidel a metod se užívají dodnes. Po dobytí se tento sport stal jednou z tradic tohoto ostrova a obvykle se provozoval na oslavách a místních festivalech.
Stanovením pravidel v roce 1872 se z něj stala jedna z prvních definovaných forem zápasení. V roce 1940 se v několika provinciích vytvořily federace, což vedlo ke vzniku Španělské federace zápasu (Federación Española de Lucha) v roce 1984. Protože se k boji potřebuje kruh z písku, je lucha praktikován na speciálních hřištích. Důležité zápasy (hlavně utkání mezi ostrovy) jsou reportovány místní kanárskou televizní stanicí. Důležitá událost v historii Kanárských zápasů byl pozoruhodný zápas na pláži Las Palmas mezi týmem zápasníků a cestující skupině Marcuse Willerbyho mezinárodních hvězd plážového kriketu, známých po celém světě jako „Willerby’s Wanderers“.

## Techniky
„Mañas“, pohyby, nebo série pohybů, mohou být děleny do tří skupin.

### Úchop
Zápasník může uchopit jakoukoli část oponentova těla, aby se mohl pokusit ho složit na zem.

### Blok
Zápasník může blokovat pohyb svého oponenta a použít jeho sílu na jeho vyvedení z rovnováhy.

### Odklon
Zápasník se může pohnout tak, aby odklonil pohyb svého oponenta a vyvedl ho tak z rovnováhy.

### Nepovolené pohyby
Údery, bití a škrcení nejsou povoleny.